# ماونت آسموند، استرالیای جنوبی
ماونت آسموند (به انگلیسی: Mount Osmond) یک حومه شهر در استرالیا است که در استرالیای جنوبی واقع شده‌است.